# Турвиль-сюр-Одон
Турви́ль-сюр-Одо́н (фр. Tourville-sur-Odon) — коммуна во Франции, находится в регионе Нижняя Нормандия. Департамент коммуны — Кальвадос. Входит в состав кантона Эвреси. Округ коммуны — Кан.
Код INSEE коммуны — 14707.

## Население
Население коммуны на 2010 год составляло 1103 человека.
| 1962 | 1968 | 1975 | 1982 | 1990 | 1999 | 2010 |
| ---- | ---- | ---- | ---- | ---- | ---- | ---- |
| 314  | 295  | 300  | 515  | 889  | 1067 | 1103 |

## Экономика
В 2010 году среди 751 человека трудоспособного возраста (15—64 лет) 585 были экономически активными, 166 — неактивными (показатель активности — 77,9 %, в 1999 году было 73,8 %). Из 585 активных жителей работали 549 человек (282 мужчины и 267 женщин), безработных было 36 (20 мужчин и 16 женщин). Среди 166 неактивных 63 человека были учениками или студентами, 75 — пенсионерами, 28 были неактивными по другим причинам.